# Oren Schmuckler
Oren Schmuckler (* 1954 in Jerusalem) ist ein israelischer Regisseur, Filmemacher und Fotograf.

## Leben
Schmuckler siedelte 1967 nach Deutschland über und begann 1970 eine Fotografenlehre, die er 1971 aber abbrach, um an der Fachhochschule Köln bei Arno Jansen zu studieren. Das Studium beendete er 1976 erfolgreich und war danach freischaffend in Köln tätig.
1987 war er Kameraoperateur bei den Dreharbeiten zu Nipagesh Bachof (Regie: Yehuda Barkan, Yigal Shilon). Von 1989 bis 1996 war er als Kameramann an Dokumentarfilm- sowie Kino- und TV-Produktionen beteiligt.
Seit 1996 führte er Regie bei TV-Filmen, -Miniserien und bei einer Vielzahl von Serienepisoden der Reihen Hinter Gittern – Der Frauenknast, Alarm für Cobra 11 – Die Autobahnpolizei, Klinikum Berlin Mitte – Leben in Bereitschaft, Die Anstalt – Zurück ins Leben, Stubbe – Von Fall zu Fall, SOKO Leipzig, SOKO Wismar, WaPo Berlin und Notruf Hafenkante.
Schmuckler ist seit 1994 mit der Schauspielerin Anne Kasprik verheiratet.

## Publikationen
- Günter Wallraff, Max von der Grün, Oren Schmuckler: Unsere Fabrik (Fotoband), C.J. Bucher, Luzern/Frankfurt, 1979, ISBN 978-3-7658-0310-9